# Kömpöc
Kömpöc è un comune dell'Ungheria di 803 abitanti (dati 2005). È situato nella contea di Bács-Kiskun.